# FSV 1911 Bärenstein
Der FSV 1911 Bärenstein ist ein deutscher Fußballverein aus Bärenstein (Erzgebirge) im Erzgebirgskreis. Heimstätte ist das Waldstadion. Der Club steht in der Tradition der BSG Wismut Bärenstein.

## Verein
Der FSV Bärenstein wurde im Jahr 1911 unter der Bezeichnung FK Germania Bärenstein gegründet, später erfolgte die Umbenennung in SV 1911 Bärenstein. Der Club agierte bis 1933 innerhalb des Verbandes Mitteldeutscher Ballspiel-Vereine in der Gauliga Obererzgebirge und in der Gauliga Erzgebirge, das Erreichen der mitteldeutschen Fußballmeisterschaft gelang dem Verein jedoch nicht. Etwaige Teilnahmen in der von 1933 bis 1945 existierten Gauliga Sachsen fanden ebenfalls nicht statt.
1945 wurde der Verein aufgelöst und als SG Bärenstein neu gegründet. In der Folgezeit vollzog die lose Sportgruppe mit dem Einstieg der Sportvereinigung Wismut sowie der ortsansässigen SDAG Wismut eine erneute Umbenennung in Wismut Bärenstein, später in Motor Eska Bärenstein.
Auf sportlicher Ebene war Wismut Bärenstein durchweg im Bezirksklassenbereich vertreten, spielte um den möglichen Aufstieg zur dritt- bzw. viertklassigen Bezirksliga Karl-Marx-Stadt jedoch keine Rolle. In der Spielzeit 1952/53 nahmen die Erzgebirger auch einmalig am FDGB-Pokal teil. Nach zwei Siegen über Fortschritt Thalheim und Wismut Auerbach qualifizierte sich Bärenstein für die erste Hauptrunde, in welcher überraschend gegen den Zweitligisten der SG Dynamo Berlin mit 1:0 gewonnen wurde. Für die zweite Runde wurde zunächst Empor Apolda zugelost, die im Juni 1953 wegen des Volksaufstandes vom 17. Juni 1953 jedoch vorzeitig abgebrochen wurde. 1954 wurde die zweite Hauptrunde, die bereits 1953 ausgelost worden war, neu ausgelost und im Frühjahr durchgeführt. Neuer Zweitrundengegner wurde Chemie Zeitz, gegen den der einzig verbliebene Bezirksklassenvertreter Wismut Bärenstein mit 0:10 unterlag.
In der Folgezeit agierte die BSG ausnahmslos in der Bedeutungslosigkeit des DDR-Fußballs und war ausschließlich im Lokalfußball des Erzgebirges aktiv. Derzeitige Spielklasse des in FSV Bärenstein umbenannten Vereins ist die 2. Kreisklasse Süd Erzgebirge.

## Statistik
- Teilnahme FDGB-Pokal: 1952/54

## Personen
- Peter Nestler